# Ardglass
Ardglass è un villaggio dell'Irlanda del Nord, sito nella contea di Down.
Dispone di un discreto porto per la pesca.
Secondo il censimento del 2001, aveva 1 668 abitanti. Di questi,  10,2% sono protestanti e 87,9% cattolici.